# Coupe des champions de la CONCACAF 1976
Navigation
Édition précédente Édition suivante
La Coupe des champions de la CONCACAF 1976 était la douzième édition de cette compétition.
Elle a été remportée par le CD Águila face au SV Transvaal sur le score de 5 buts à 1.

## Participants
Un total de 16 équipes provenant d'un maximum de 11 nations pouvaient participer au tournoi. Elles appartenaient aux zones Amérique du Nord, Amérique Centrale et Caraïbes de la CONCACAF.
Le tableau des clubs qualifiés était le suivant :
| Nation                 | Club                    | Raison de qualification                      |
| Zone Amérique du Nord  |                         |                                              |
| Deuxième Tour          |                         |                                              |
| Mexique                | FC León                 | Second du championnat du Mexique 1974-75.    |
| Premier Tour           |                         |                                              |
| États-Unis             | New York Inter-Giuliana | Finaliste de la National Challenge Cup 1975. |
| Canada                 | Toronto Italia          | Champion du Canada 1975.                     |
| Zone Amérique Centrale |                         |                                              |
| Deuxième Tour          |                         |                                              |
| Salvador               | CD Águila               | Champion du Salvador 1975.                   |
| Salvador               | Alianza FC              | Second du championnat du Salvador 1975.      |
| Guatemala              | Aurora FC               | Champion du Guatemala 1975.                  |
| Nicaragua              | Diriangén FC            | Méthode de qualification inconnue.           |
| Premier Tour           |                         |                                              |
| Honduras               | Real España             | Champion du Honduras 1975.                   |
| Honduras               | CD Olimpia              | Second du championnat du Honduras 1975.      |
| Zone Caraïbes          |                         |                                              |
| Deuxième Tour          |                         |                                              |
| Trinité-et-Tobago      | Malvern FC              | Méthode de qualification inconnue.           |
| Premier Tour           |                         |                                              |
| Trinité-et-Tobago      | Tesoro Palo Seco        | Méthode de qualification inconnue.           |
| Suriname               | SV Robinhood            | Champion du Suriname 1975.                   |
| Suriname               | SV Voorwaarts           | Second du championnat du Suriname 1975.      |
| Guyana                 | Thomas United           | Méthode de qualification inconnue.           |
| Guyana                 | Christianburg           | Méthode de qualification inconnue.           |
| Antilles néerlandaises | CRKSV Jong Colombia     | Champion des Antilles néerlandaises 1975-76  |

## Calendrier
| Tour                          | Nom                    | Date aller            | Date retour           | Équipes participantes | Équipes restantes |
| Phase de qualification (1976) |                        |                       |                       |                       |                   |
| 1                             | Phase de qualification | 13 juin - 21 novembre | 13 juin - 21 novembre | 16                    | 16 à 3            |
| Phase finale (1977)           |                        |                       |                       |                       |                   |
| 1                             | Demi-Finale            | 23 janvier            | 26 janvier            | 2                     | 3 à 2             |
| 2                             | Finale                 | 15 janvier            | Annulé                | 2                     | 2 à 1             |

## Compétition

### Phase de qualification

#### ZoneAmérique du Nord

##### Premier tour
| Date         | Pays | Club           | Aller | Retour | Club                    | Pays | Commentaire |
| 13 / 27 juin |      | Toronto Italia | 3-2   | 2-1    | New York Inter-Giuliana |      |             |

##### Deuxième tour
| Date            | Pays | Club    | Aller   | Retour  | Club           | Pays | Commentaire |
| Dates inconnues |      | FC León | Forfait | Forfait | Toronto Italia |      |             |

#### ZoneAmérique Centrale

##### Premier tour
| Date             | Pays | Club       | Aller | Retour | Club        | Pays | Commentaire |
| 5 / 19 septembre |      | CD Olimpia | 0-0   | 1-0    | Real España |      |             |

##### Deuxième tour
| Date       | Pays | Club         | Aller   | Retour  | Club       | Pays | Commentaire |
| 10 octobre |      | Diriangén FC | Forfait | Forfait | CD Olimpia |      |             |

Le tournoi suivant a eu lieu à San Salvador au El Salvador.
| Rang | Équipe     | Pts | J | G | N | P | Bp | Bc | Diff |
| ---- | ---------- | --- | - | - | - | - | -- | -- | ---- |
| 1    | CD Águila  | 4   | 2 | 0 | 0 | 1 | 4  |    |      |
| 2    | Aurora FC  | 1   | 0 | 1 | 1 | 3 | 1  |    |      |
| 3    | Alianza FC | 1   | 0 | 1 | 1 | 2 | 1  |    |      |

| Date      | Pays | Club       | Score | Club       | Pays |
| 20 juin   |      | CD Águila  | 2-1   | Aurora FC  |      |
| 27 juin   |      | Alianza FC | 1-1   | Aurora FC  |      |
| 4 juillet |      | CD Águila  | 1-0   | Alianza FC |      |

##### Troisième tour
| Date            | Pays | Club         | Aller | Retour | Club      | Pays | Commentaire |
| 2 / 21 novembre |      | Diriangén FC | 1-6   | 1-5    | CD Águila |      |             |

#### ZoneCaraïbes

##### Premier tour
| Date                 | Pays | Club          | Aller | Retour | Club                | Pays | Commentaire |
| 6 / 18 juin          |      | SV Robinhood  | 3-1   | 1-1    | CRKSV Jong Colombia |      |             |
| 27 juin / 11 juillet |      | Christianburg | 1-8   | 0-12   | SV Voorwaarts       |      |             |
| 10 / 16 juillet      |      | Thomas United | 0-2   | 1-4    | Tesoro Palo Seco    |      |             |

##### Deuxième tour
| Date               | Pays | Club             | Aller | Retour | Club          | Pays | Commentaire |
| 11 juil. / 5 sept. |      | SV Robinhood     | 0-0   | 2-0    | Malvern FC    |      |             |
| 13 / 22 août       |      | Tesoro Palo Seco | 0-4   | 1-2    | SV Voorwaarts |      |             |

##### Troisième tour
| Date            | Pays | Club         | Aller | Retour | Club          | Pays | Commentaire |
| 17 / 31 octobre |      | SV Robinhood | 3-0   | 0-0    | SV Voorwaarts |      |             |

### Phase Finale

#### Tableau
|  | Demi-finale           | Demi-finale | Demi-finale  | Demi-finale     |   |  | Finale | Finale | Finale | Finale |
|  |                       |             |              |                 |   |  |        |        |        |        |
|  | 23 et 26 janvier 1977 |             |              |                 |   |  |        |        |        |        |
|  |                       |             |              |                 |   |  |        |        |        |        |
|  | CD Águila             | 1           | 2            |                 |   |  |        |        |        |        |
|  | CD Águila             | 1           | 2            | 13 février 1977 |   |  |        |        |        |        |
|  | FC León               | 1           | 1            |                 |   |  |        |        |        |        |
|  | FC León               | 1           | 1            | CD Águila       | 5 |  |        |        |        |        |
|  |                       |             |              |                 | 5 |  |        |        |        |        |
|  |                       |             | SV Robinhood | 1               |   |  |        |        |        |        |

#### Demi-finale
| Pays | Club      | Aller | Retour | Club    | Pays | Commentaire |
|      | CD Águila | 1-1   | 2-1    | FC León |      |             |

#### Finale
| Match aller     | CD Águila        | 5:1 | SV Robinhood   | Stade Juan Francisco Barraza San Miguel, El Salvador |  |
| 13 février 1977 | Buteurs inconnus |     | Buteur inconnu |                                                      |  |

| Match retour | SV Robinhood | : | CD Águila | Stade André Kamperveen Paramaribo, Suriname |
| Match annulé |              |   |           |                                             |

| Champion de la CONCACAF 1976 |
| ---------------------------- |
| Drapeau du Salvador          |
| CD Águila Premier Titre      |